# Auriat
Auriat é uma comuna francesa na região administrativa da Nova Aquitânia, no departamento de Creuse. Estende-se por uma área de 21,66 km². Em 2010 a comuna tinha 113 habitantes (densidade: 5,2 hab./km²).